# Анібаль Морено
Анібаль Морено (ісп. Aníbal Moreno, нар. 13 травня 1999) — аргентинський футболіст, півзахисник клубу «Ньюеллс Олд Бойз».

## Клубна кар'єра
Народився 13 травня 1999 року. Вихованець футбольної школи клубу «Ньюеллс Олд Бойз». Дорослу футбольну кар'єру розпочав 2018 року в основній команді того ж клубу, кольори якої захищає й донині.

## Виступи за збірну
У 2019 році був викликаний до складу молодіжної збірної Аргентини до 20 років на молодіжний чемпіонат Південної Америки у Чилі. Там Морено допоміг своїй збірній посісти друге місце. Цей результат дозволив команді кваліфікуватись на молодіжний чемпіонат світу 2019 року, куди поїхав і Анібаль.